# 前渡西町
前渡西町（まえどにしまち）は、岐阜県各務原市の地名。現行行政町名は前渡西町及び前渡西町一丁目から前渡西町十二丁目。

## 地理
各務原市の稲羽地区の東部（旧・前宮村）に属する。木曽川を挟んで愛知県に接する。
町域の東部は前渡東町、西部は下切町、南部は下切町及び愛知県江南市、北部は前渡北町及び那加官有地無番地（岐阜基地）である。尚、那加官有地無番地と前渡北町の間に飛地（荒井山の南側）がある。
道路
- 県道95号芋島鵜沼線
- 木曽川街道
- 稲羽本通り

## 歴史
この地域は江戸時代は美濃国各務郡前渡村。1889年（明治22年）に町村制施行に伴い村政施行し、各務郡前渡村が発足。1897年（明治30年）に若宮村と合併し、前宮村が発足し、前宮村の一部となる。
1955年（昭和30年）に稲葉郡更木村、前宮村、羽島郡中屋村が合併、稲羽町が発足すると稲羽町前度西町に改称。1963年（昭和38年）、蘇原町、鵜沼町、鵜沼町、稲羽町が合併し各務原市が発足すると、各務原市前渡西町となる。
1976年（昭和51年）3月12日、前渡西町の一部と前渡東町の一部をもって前渡北町を設置。同日に前渡西町の一部をもって前渡西町六丁目及び十二丁目が成立。同年9月25日、前渡西町の一部をもって前渡西町一丁目から五丁目及び前渡西町七丁目から十一丁目が成立。

## 世帯数と人口
2024年（令和6年）10月1日現在の世帯数と人口は以下の通りである。尚、前渡西町八丁目は住民は0人。統計上、前渡西町九丁目から十一丁目は合わせて記載する。
| 丁目                     | 世帯数  | 人口    |
| ------------------------ | ------- | ------- |
| 前渡西町                 | 318世帯 | 777人   |
| 前渡西町一丁目           | 12世帯  | 33人    |
| 前渡西町二丁目           | 13世帯  | 22人    |
| 前渡西町三丁目           | 16世帯  | 41人    |
| 前渡西町四丁目           | 7世帯   | 22人    |
| 前渡西町五丁目           | 7世帯   | 20人    |
| 前渡西町六丁目           | 38世帯  | 84人    |
| 前渡西町七丁目           | 38世帯  | 87人    |
| 前渡西町八丁目           | 0世帯   | 0人     |
| 前渡西町九・十・十一丁目 | 6世帯   | 13人    |
| 前渡西町十二丁目         | 12世帯  | 20人    |
| 計                       | 467世帯 | 1,119人 |

## 小・中学校の学区
市立小・中学校に通う場合、学区は以下の通りとなる。
| 番・番地等 | 小学校                 | 中学校               |
| ---------- | ---------------------- | -------------------- |
| 全域       | 各務原市立稲羽東小学校 | 各務原市立稲羽中学校 |

## 主な施設
- 各務原市立稲羽東小学校
- 各務原市南産業会館
- 各務原浄水公園（各務原浄化センター）
- 各務原リバーサイド21（天龍グループリバーサイド21）
- 木曽川前渡南公園（Kakamigahara わたしの PARK）
- 各務原前渡郵便局
- 下切町公民館
- 仏眼院
- 妙智寺
- 桃春院
- 常貞寺
- 祇園神社
- 白鬚神社
- 神明神社 - 白幣社
- 秋葉神社
- 各務原第2工業団地
  - 岐阜富士工器

## 交通
- 各務原市ふれあいバス稲羽線